# Salsola humifusa
Salsola humifusa är en amarantväxtart som beskrevs av A. Brückn. Salsola humifusa ingår i släktet sodaörter, och familjen amarantväxter. Inga underarter finns listade i Catalogue of Life.